# Johann Georg Hamann

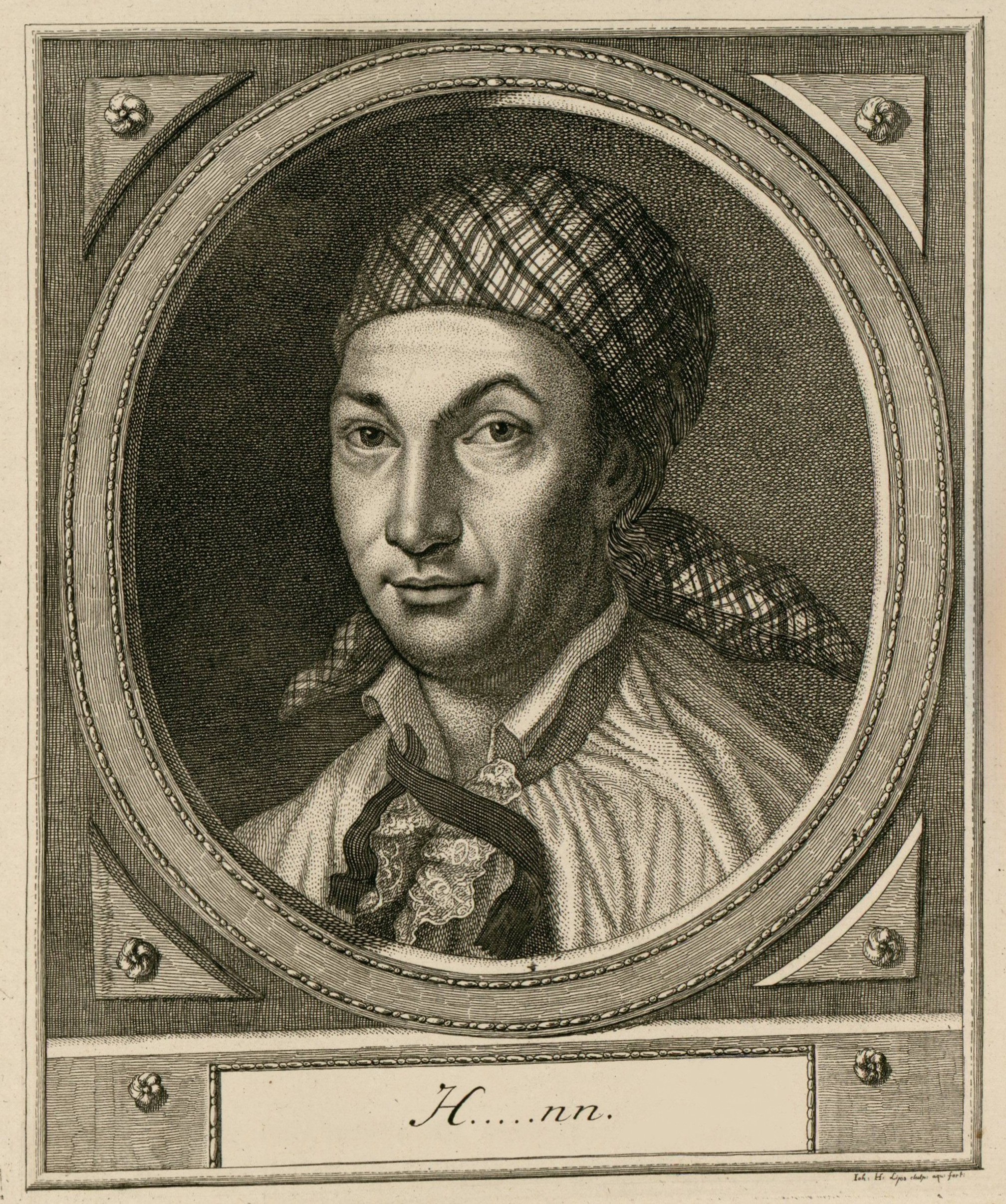
Johann Georg Hamann

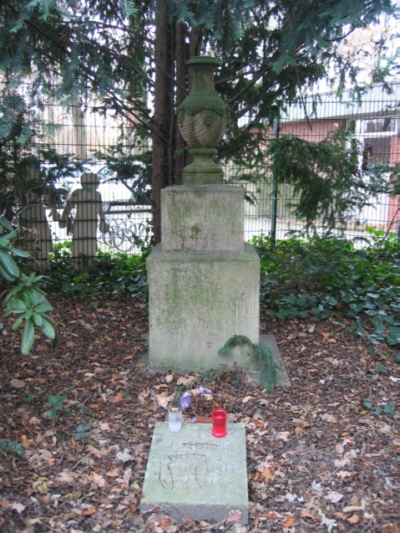
Hamannův hrob v Münsteru ('Überwasser-Friedhof')

Johann Georg Hamann (27. srpna 1730 Královec – 21. června 1788 Münster) byl německý filosof a spisovatel. Citový a mystický styl jeho spisů inspiroval hnutí Sturm und Drang, německou romantiku a S. Kierkegaarda. Někdy se nazývá „mág severu“.

## Život
Hamann se narodil v pietistické rodině lázeňského a ranhojiče, v letech 1746-1752 studoval v Královci luterskou teologii, práva, jazyky a filosofii, univerzitu však nedokončil, stal se správcem v Livonsku a soukromě se věnoval studiu. Ve službách bohatého obchodníka z Rigy žil v letech 1756-1758 v Londýně, kde prožil duchovní krizi a osvícení a věnoval se studiu Bible. Pod vlivem G. Bruna, Leibnize, Spinozy a novoplatónismu zdůrazňoval význam Stvoření a Vtělení Božího, jednotu rozumu a smyslů i pojmu a viditelného znaku, v opozici vůči osvícenskému racionalismu – včetně svého přítele Kanta.
Po návratu do Královce uzavřel „sňatek ve svědomí“ s Annou Schumacherovou, s níž měl čtyři děti. Vykonával různá občanská povolání a roku 1762 navázal přátelství s Johannem Gottfriedem Herderem, jehož výrazně ovlivnil. Patrně pro vadu řeči se nestal učitelem a Kant mu zprostředkoval místo u celní správy, kde využil své jazykové znalosti, zároveň mu však zbylo dost času na jeho zájmy. Napsal mnoho recenzí pro Královecký učený časopis a 1787 požádal o penzionování. Pak odjel do Münsteru k Friedrichu Heinrichu Jacobimu, kde také zemřel. Byl pochován na místním hřbitově 'Überwasser-Friedhof'.

## Vliv a význam
Hamann je považován za předchůdce hnutí Sturm und Drang a významně ovlivnil Herdera i Goetha, který o něm řekl, že je to jedna z nejbystřejších hlav své doby. Velký vliv měl i na mladého Hegela a zejména na Sørena Kierkegaarda. Jedním z klíčových pojmů jeho myšlení je „jednota protikladů“ (coincidentia oppositorum) Mikuláše Kusánského, jednota těla a duše, rozumu a smyslů, osudu a svobody v životě i v tajemstvích křesťanské víry. Na rozdíl od osvícenců byl Hamann přesvědčen, že vnitřní život člověka není ovládán jasným rozumem, nýbrž probíhá v pološeru „nevědění“ a od spisovatelů i myslitelů vyžadoval „vřelost libovůle“. Jeho vcelku krátké spisy jsou psány dosti temným jazykem a tíhnou k iracionálnímu. Z jeho odkazu pak hojně čerpal i Friedrich Schelling a Ernst Jünger. Stálé pozornosti se těší i jeho spisy o jazyce.

## Hlavní díla
- Sokratische Denkwürdigkeiten (Sókratovské pamětihodnosti), 1759
- Golgotha und Scheblimini, 1784
- Metakritik über den Purismus der reinen Vernunft (Metakritika purismu čistého rozumu), 1784

Sebrané spisy, které znovu vyšly v roce 1999, mají 6 svazků.

## Citáty
| „                        | Láska se zakládá na slabostech a nedostatcích. | “ |
| — V dopise Kantovi 1759. |                                                |   |

| „ | Kdyby se staří lidé lépe znali, nekrčili by tolik rameny nad dětmi. | “ |

| „                   | Chcete-li mi rozumět, musíte se ptát mne, ne sebe. | “ |
| — V dopise Kantovi. |                                                    |   |

| „                        | Ošklivost (Ekel) je známka zkaženého žaludku anebo rozmazlené představivosti. | “ |
| — V dopise Kantovi 1759. |                                                                               |   |